# 兰嵌马蓝
兰嵌马蓝（学名：Strobilanthes rankanensis）为爵床科马蓝属的植物，为台灣的特有植物。分布于台灣。